# Milano-Torino 1939
La Milano-Torino 1939, ventisettesima edizione della corsa, si svolse il 5 marzo 1939 su un percorso di 246,4 km con partenza a Milano e arrivo a Torino. Fu vinta dall'italiano Pierino Favalli, che completò il percorso in 6h39'00" precedendo per distacco i connazionali Michele Benente e Giovanni Gotti. Conclusero la prova 20 dei 110 ciclisti al via.

## Percorso
Organizzata dalla torinese A.S. Paracchi, la corsa prese il via dal piazzale del Poligono di Boldinasco (odierno Piazzale Accursio), e nella prima parte attraversò nell'ordine Rho, Legnano, Castellanza, Gallarate, Sesto Calende, Arona, Oleggio Castello, Borgomanero (km 72), Romagnano Sesia, Gattinara, Cossato (km 105) e Biella (km 116). Transitò quindi (evitando la Serra d'Ivrea) da Salussola, Rondissone, Chivasso e Brusasco-Cavagnolo, da dove si affrontarono le principali asperità della gara: le brevi salite verso Brozolo, Montiglio, Tuffo e Cocconato (punto più alto di gara), lo strappo di Moriondo Torinese e la salita alla Rezza. Al termine dell'ultima discesa si giunse, via Castiglione Torinese e San Mauro Torinese, al traguardo del Motovelodromo di Corso Casale.

## Ordine d'arrivo (Top 10)
| Pos. | Corridore       | Squadra | Tempo    |
| ---- | --------------- | ------- | -------- |
| 1    | Pierino Favalli | Legnano | 6h39'00" |
| 2    | Michele Benente | Olympia | a 22"    |
| 3    | Giovanni Gotti  | Ganna   | a 3'00"  |
| 4    | Adolfo Leoni    | Bianchi | s.t.     |
| 5    | Adriano Vignoli | Lygie   | s.t.     |
| 6    | Mario Vicini    | Lygie   | s.t.     |
| 7    | Olimpio Bizzi   | Fréjus  | a 10'36" |
| 8    | Osvaldo Bailo   | Bianchi | s.t.     |
| 9    | Glauco Servadei | Ganna   | s.t.     |
| 10   | Bernardo Rogora | Gloria  | s.t.     |